# Гіперхромний ефект
Гі́перхро́мний ефе́кт — вплив структурних змін в молекулярних частинках або розчинника на речовину, що поглинає світло, який проявляється у збільшенні інтенсивності спектральної смуги поглинання.
Гіперхромний зсув спектра — зростання інтенсивності забарвлення, тобто молярного коефіцієнта поглинання, при даній довжині хвилі у спектрі речовини.
Найбільше відомий гіперхромний ефект для ДНК. При знаходженні ДНК у розчині у вигляді подвійної спіралі гетероциклічні азотисті сполуки знаходяться у стеках (пачках), що призводить до зменшення поглинання світла довжиною хвилі 260 нм розчином ДНК. При нагріванні подвійна спіраль плавиться, основи розходяться та починають поглинати більше світла.